# Lino Červar

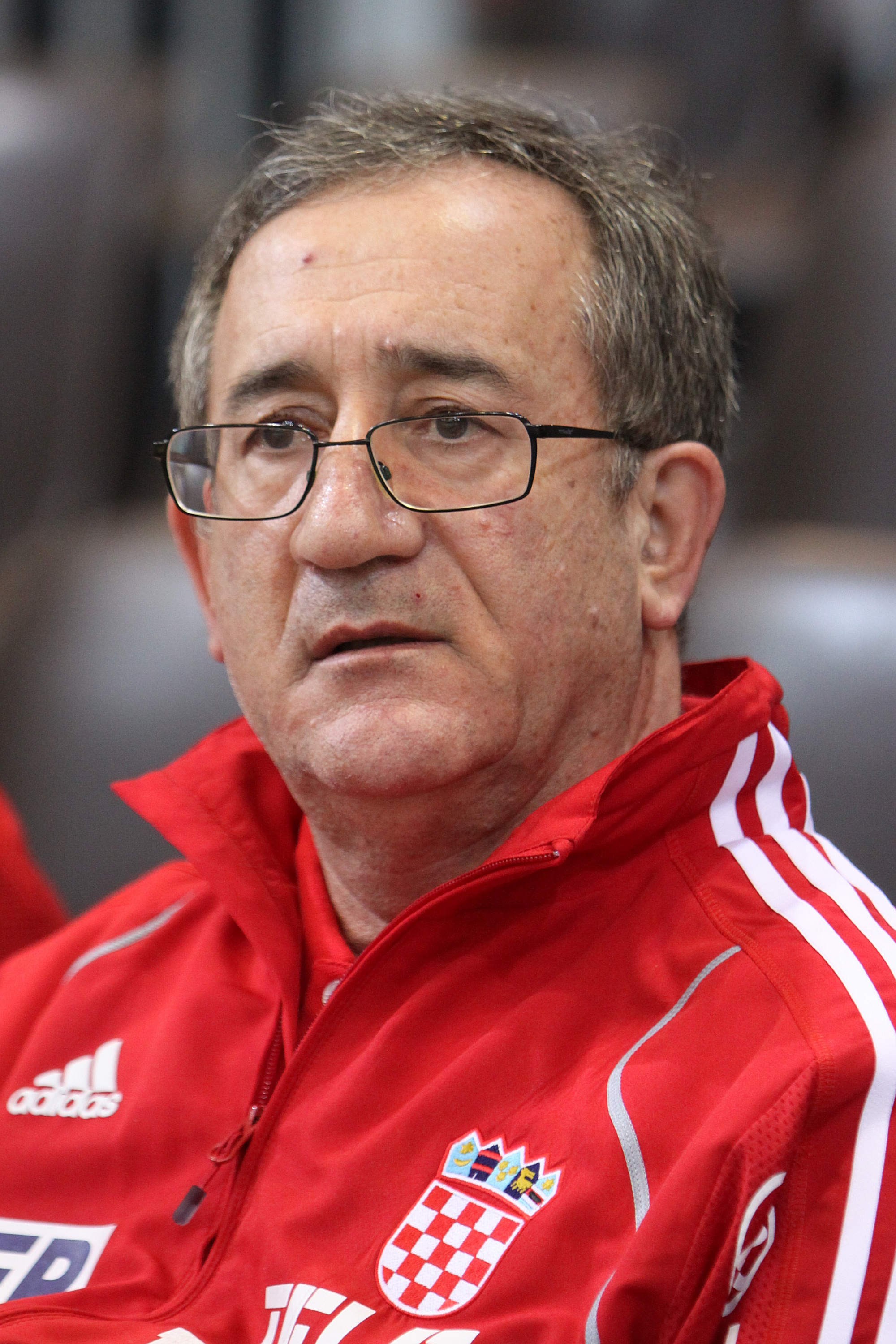
Lino Červar, 2010.

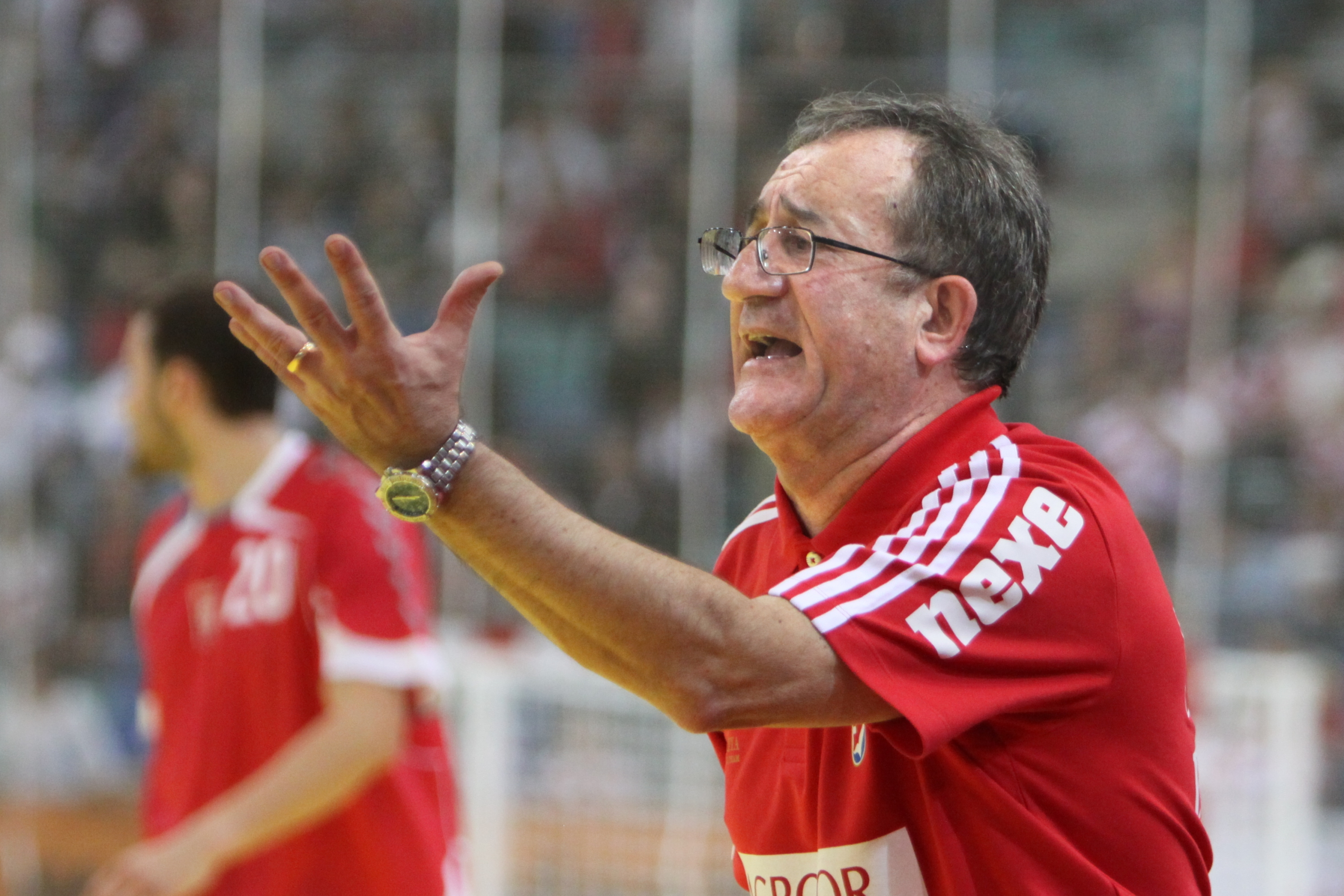
Lino Červar, 2010.

Lino Červar, född 22 september 1950 i Delići (nära Vrsar) i dåvarande Jugoslavien, är en kroatisk handbollstränare. Han är främst känd som förbundskapten för Kroatiens herrlandslag, som han varit 2002–2010 och igen sedan 2017.

## Tränaruppdrag
- Triko Novigrad (1974–1980)
- Istraturist Umag (1980–1991)
- Klagenfurt (1991–1994)
- Italien (1994–2000)
- RK Zagreb (2000–2002)
- AS Conversano (2002–2004)
- Kroatien (2002–2010)
- RK Zagreb (2004–2009)
- RK Metalurg Skopje (2009–2017)
- Makedonien (2016–2017)
- Kroatien (2017–)
- RK Zagreb (2018)

## Meriter
- VM 2003 i Portugal:  Guld
- OS 2004 i Aten:  Guld
- EM 2004 i Slovenien: 4:a
- VM 2005 i Tunisien:  Silver
- EM 2006 i Schweiz: 4:a
- VM 2007 i Tyskland: 5:a
- EM 2008 i Norge:  Silver
- OS 2008 i Peking: 4:a
- VM 2009 i Kroatien:  Silver
- EM 2010 i Österrike:  Silver
- EM 2020 i Norge/Sverige/Österrike:  Silver

- Totalt: 6 medaljer (1 OS-guld, 1 VM-guld, 2 VM-silver, 3 EM-silver)